# Petite Martinique
Petite Martinique  (in italiano: Piccola Martinica), è un'isola di origine vulcanica del Mar dei Caraibi compresa nell'arcipelago delle Grenadine sotto la sovranità di Grenada, e si trova a nord dell'isola madre e a sud di Petit Saint Vincent

## Descrizione
L'omonimia con l'isola maggiore non fu mai del tutto chiarita. Alcuni sostengono l'ipotesi che il nome provenga da alcuni coloni francesi che a partire al XVIII secolo occuparono l'isola, altri affermano che abbia origine dalla sua forma troncoconica, che, con un'altura (il "Piton"), supera i duecento metri, tanto da ricordare Il monte La Pelée.